# Anne-Laure Guégan
 (octobre 2024).
Si vous disposez d'ouvrages ou d'articles de référence ou si vous connaissez des sites web de qualité traitant du thème abordé ici, merci de compléter l'article en donnant les références utiles à sa vérifiabilité et en les liant à la section « Notes et références ».
Pour les articles homonymes, voir Guégan.
Anne-Laure Guégan est productrice et monteuse de cinéma.

## Biographie
D’origine française, Anne-Laure Guégan a étudié le montage à l’INSAS en Belgique. Après 20 ans en tant que chef monteuse de courts métrages, documentaires, longs métrages de fiction et d’animation. Elle est aujourd’hui productrice.

## Filmographie partielle montage
- 1995 : La supériorité de l'image au niveau de l'excitation
- 1996 : Terre natale de Stéphane Vuillet
- 1997 : Palmyra de Tatiana de Perlinghi
- 1997 : Les Professionnels de Daniel Cooreman
- 2000 : Rosita de Abel et Gordon (court métrage)
- 2000 : L'Écluse de Arnaud Demuynck
- 2002 : Le livre de Lisa de Eve Martin
- 2002 : Panique au village (série télévisée) de Stéphane Aubier et Vincent Patar
- 2004 : Sonia de Nathalie Delaunoy
- 2004 : Aaltra de Gustave Kervern et Benoît Delépine
- 2004 : 25 degrés en hiver de Stéphane Vuillet
- 2004 : Signes de vie de Arnaud Demuynck
- 2006 : Lapin aux cèpes de Jean-Philippe Martin
- 2006 : Ça m'est égal si demain n'arrive pas de Guillaume et Stéphane Malandrin
- 2007 : Où est la main de l'homme sans tête de Guillaume et Stéphane Malandrin
- 2009 : Panique au village de Stéphane Aubier et Vincent Patar
- 2010 : La Fabrique de panique de Stéphane Aubier et Vincent Patar
- 2010 : Opale plage de Marie-Eve Degrave
- 2011 : Le gai savoir de Stéphane Xhrouet
- 2012 : Une Estonienne à Paris d'Ilmar Raag
- 2012 : Avanti d'Emmanuelle Antille
- 2012 : Le Printemps de Bernard
- 2012 : Berlin Telegram de Leila Albayaty
- 2013 : Panique au village - La Bûche de Noël de Stéphane Aubier et Vincent Patar
- 2013 : Au delà de l'Ararat de Tülin Özdemir
- 2013 : La contagion de Sergio Ghizzardi
- 2014 : Alleluia de Fabrice Du Welz
- 2015 : Panique au village - La Rentrée des classes  de Stéphane Aubier et Vincent Patar
- 2019 : Adoration de Fabrice Du Welz
- 2021 : Inexorable de Fabrice Du Welz
- 2021 : Clara Sola de Nathalie Álvarez Mesén

## Distinctions
- 2016 : Magritte du meilleur montage pour Alleluia